# Statische Sonde

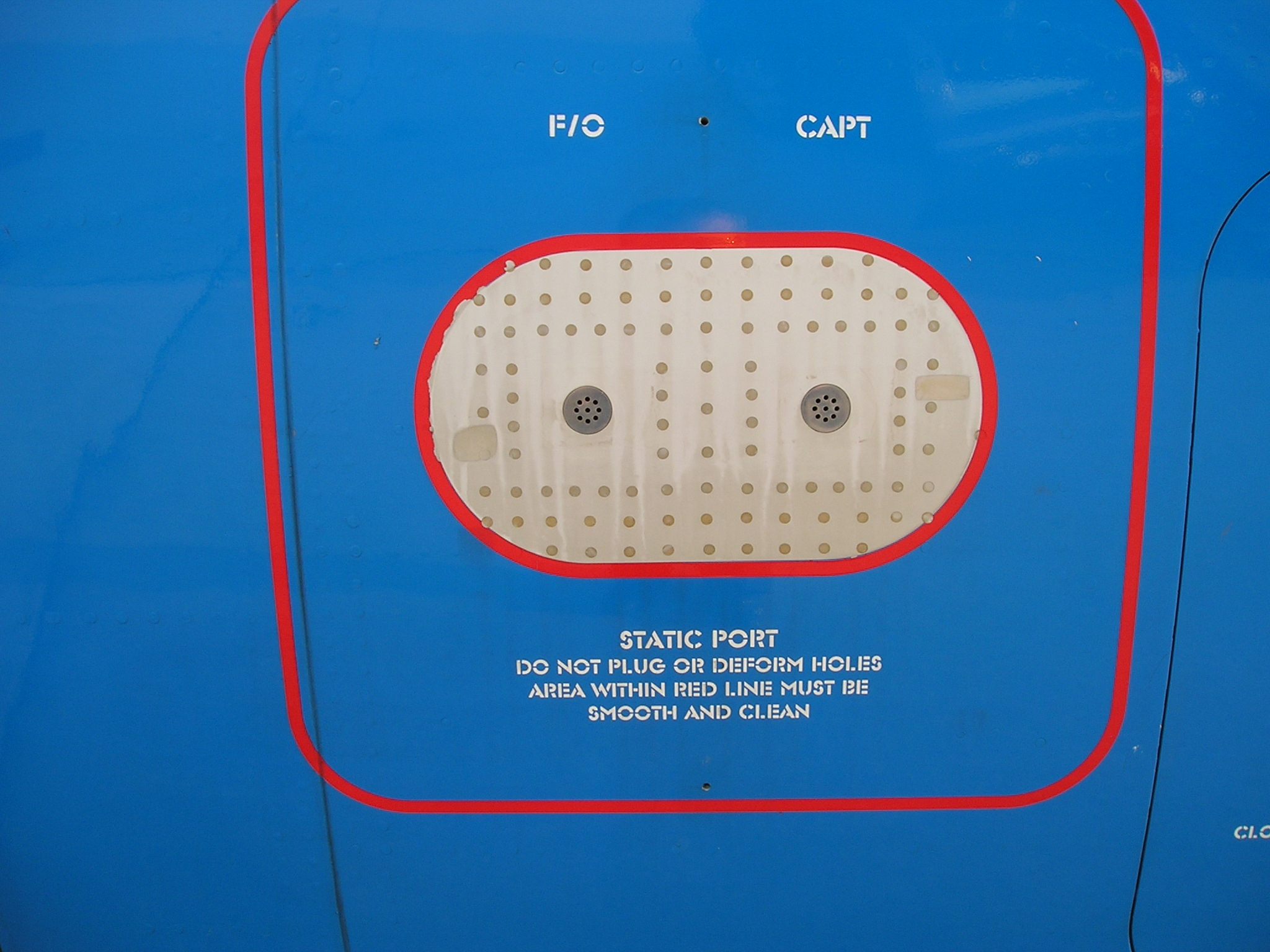
Eine Statische Sonde an einem Flugzeug

Die Statische Sonde ist Teil eines Pitot-Statik-Systems und liefert den Wert des Luftdrucks. Es handelt sich dabei um eine Sonderform des Barometers. In der Praxis wird die statische Sonde mit einem Pitotrohr zum Prandtl-Rohr vereinigt. Es gibt aber auch Messsysteme, bei denen die statische Sonde vom Pitotrohr getrennt wird.